# Literatura manx
La literatura manx és la feta en llengua manx. Els primers testimonis escrits aparegueren en el segle xviii, tot i que existia una tradició oral (com els cants dedicats a l'heroi local William Christian o Baase Illiam Dhone).
Les primeres obres eren de caràcter religiós. El bisbe Thomas Wilson (1698-1755) va escriure i publicar els Coryrle sodjeh (Principis i deures cristians, 1699-1707), devocionari protestant i un dels primers texts en manx modern. El més antic és el llibre d'història de l'illa Manannan Mac y Lherr, compost potser en el segle xvi, on es recull el text més antic, el poema ossiànic Mannanan Beg Mac y Leirr gives. També el 1707 el cornuallès Edward Lluyd, considerat el pare de la filologia cèltica, publicà el primer tom de l’Archaealogia Britannica, que inclou un grapat de paraules manx.

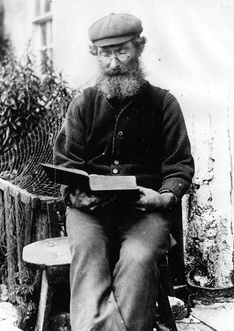
Edward Faragher.

El 1748 es publicà en manx l'Evangeli de Sant Mateu, i el 1763 s'hi traduïren tots els evangelis, tasca impulsada pel capellà James McLagan (1728-1804) i pel bisbe Mark Hildesley. Però fins al 1819 no es publicaria Yr chenn conaant, as yn conaant noa, l'Antic i Nou testament en manx reimprès a Londres i basat en el que fou elaborat el 1775 a Lunnyg per W. Walker, qui ja havia traduït des del Gènesi a Esther el 1771, i els llibres de Job i Malaquies el 1773. Endemés, el 1781 fou descoberta la balada ossiànica en manx Finn as Ossihn; el 1783 Joseph Bridson traduí al manx el Pargys caillit (Paradís perdut) de John Milton, i pel 1794 compondria la Coontey Ghiare yeh Ellan Vannin (Petita història de l'illa de Man), que no serà editada, però, fins al 1875.
En el segle xix es van publicar algunes gramàtiques, però en anglès. William Gill va publicar An english and Manx dictionnary (1866) de John Kelly (1750-1809) qui havia compilat un diccionari triglot anglès, gaèlic i manx, basat en el que compongué William Shaw el 1780, i A dictionnary of the Manks language (1835) d'Archibald Creegen (1774-1841). També elaboraren i difongueren molts himnes metodistes, així com reculls de Carvels (Cançons) i Oie’l Verree (Nadales) de tradició ossiànica, i la Carvalyn gailckagh (1891) i altres balades manx d'A. W. Moore del 1896, aparegudes als diaris amb dibuixos de P. W. Caine. Endemés, l'intel·lectual manx Edward Faragher (1831-1908), el darrer escriptor nadiu en manx, va escriure des del 1901 als diaris les Skealyn Aesop (Faules d'Esop), i s'edita la Manx Traditionary Ballad, història de l'illa fins al 1507, on es barregen realitat i mite.
Per altra banda, el folklorista i fil·lòleg gal·lès Iain Rhys (1840-1915) compondria el recull Celtic Folklore Welsh and Manx. El 1911 es publicaria el recull Cooinaghtyn Mannihagh de John Clague (1842-1908). L'última obra coneguda és la novel·la Cooinaghtyn my Aegid as Cooinaghtyn Elley (1983) de John Gells, mort el 1983. El 1990 Brian Stowell hi va publicar Contoyryssyn Ealish ayns Cheer ny Yindyssyn, una traducció del clàssic de Lewis Carroll Alícia al País de les Meravelles. Fins i tot el 1984 es va fer un film totalment en manx, Ny Kiree fo Niaghtey (El moltó sobre la neu).